# Лазская кухня
Лазская кухня — традиционная кухня лазов, одного из коренных народов юго-восточного побережья Чёрного моря. Распространена преимущественно в турецких провинциях Ризе и Артвин, а также в прибрежной части Аджарии (Грузия). 

## Общая характеристика
Лазская кухня сформировалась в условиях влажного субтропического климата, горно-морского рельефа и традиционного сельского хозяйства, где главную роль играют рыболовство (особенно лов хамсы), молочное животноводство, сезонные миграции и виноградарство. Продукты горной местности, такие как бобовые, зелень, капуста, кукуруза, а также субтропические фрукты и ягоды (черника, черешня, орехи), составляют основу рациона.
Особое внимание уделяется сезонности, свежести ингредиентов и минимальной термической обработке. Специи используются умеренно, чаще всего — соль и чёрный перец. В отличие от большинства кавказских кухонь, в лазской традиции мясо играет второстепенную роль. Кухня характеризуется высокой питательной ценностью и простотой приготовления.

## Этнографический контекст
Приём пищи у лазов отличается сдержанностью и функциональностью. Однако определённые блюда приобретают символическое значение в рамках праздников, обрядов и сезонов. Например, сладкое блюдо термони готовят на праздник Ашура (14 октября), а производство виноградного сгущённого сока (бетмези) сопровождается коллективной работой. Во время свадеб в карманы жениха кладут орехи и чурчхелу — как символ изобилия и плодородия.
Многие кулинарные термины сохраняют старолазские корни. Названия блюд, как правило, описательны и указывают на способ приготовления или ингредиенты.
В 2007 году была издана книга «Лазская кухня и кулинарная культура», включающая более 100 традиционных рецептов.

## Основные ингредиенты
- Кукурузная мука — основной злак, используется для каш, лепёшек, хлеба и десертов.
- Хамса (анчоус) — важнейший источник белка, используется в свежем, солёном и жареном виде.
- Чёрная капуста (кале) — основа для долмы, рагу и пюре.
- Молочные продукты — сливочное масло, творог, сулугуни.
- Бобовые и зелень — особенно фасоль, мята, лук-порей.
- Фрукты и ягоды — груши, черешня, черника, черёмуха.

## Популярные блюда
- Буреги / Папони — лаз. Paponi, тур. Bureği,  груз. ბურეღი / ფაფონი — запечённая сладкая выпечка с молочной начинкой, напоминающей пудинг.
- Греста (лаз. Gresta, тур. Gresta, груз. გრესტა) — курица или говядина, тушёная с расплавленным сыром и грибами.
- Капча Таганей (лаз. Qapşi’a Tağana, тур. Kapça Tağaney, груз. ქაფშია ტაღანეჲ) — жареная хамса с овощами.
- Капча Принджони (лаз. Qapşi’a Princoni, тур. Kapça Princoni, груз. ქაფშა ფრინჯონი) — рис с хамсой (плов).
- Капчони Мчкуди (лаз. Qapşoni Mç̌kudi, тур. Kapçoni Mç̌kudi,  груз. ქაფშონი მჭკუდი) — кукурузная лепёшка с ломтиками хамсы, пхали и зеленью.
- Лу Дудей (лаз. Lu Dudey, тур. Lu Dudey, груз. ლუ დუდეჲ) — варёные фасоль, красная пхали, лук и лук-порей.

- Лу Нджахеи (лаз. Lu Nçaxeyi, тур. Lu Ncaxeyi, груз. ლუ ნჯახეჲ) — густая овощная похлёбка из капусты, фасоли и картофеля, смешанных с кукурузной мукой.
- Мухлама (лаз. Muhlama, тур. Muhlama, груз. მუჰლამა) — кукурузная мука, приготовленная с большим количеством расплавленного сыра.

## Здоровье и питание
Лазская кухня считается одной из наиболее здоровых в регионе. Питание представителей всех социальных слоёв схоже. Несмотря на повсеместное использование жирных продуктов (масло, рыба), заболевания, связанные с питанием, встречаются редко. Исключение составляют болезни щитовидной железы, связанные с избыточным потреблением чёрной капусты, содержащей зобогенные вещества.